# Општина Мирково (Бугарска)
Општина Мирково налази се у западној Бугарској и једна је од општина Софијске области. 

## Историја
Општина је формирана 1991. године након поделе општине Средногорие. На њеном подручју је 1878. основана прва пивара у Бугарској. Такође, 1890. овде је основана и прва кооператива на простору Бугарске.

## Географија

### Географски положај, границе, величина
Општина обухвата површину од 207,6 km², што чини 1,88% територије Бугарске, са укупним бројем становника од 2.872, што представља 0,04% становништва земље. Ово је сврстава у групу малих општина како у Софијској области, тако и на националном нивоу.

### Природни ресурси

#### Рељеф
Рељеф општине је брдовит, ниско и средње планински, а територија јој припада Старој планини, Задбалканским котлинама и Средњој гори.
Северни део општине Мирково заузимају јужне падине Етрополске планине (део Западне Старе планине). На граници са општином Етрополе налази се највиша тачка општине – врх Мара Гидија (1.789,8 м).

#### Воде
Највећа река у општини је Буновска река (24 км, десна притока Тополнице).

## Становништво

### Етнички састав (2011)
Према попису становништва из 2011. године, етнички састав општине је следећи:
|                   | Број  | Проценат (%) |
| Укупно            | 2.540 | 100,00       |
| Бугари            | 2.227 | 87,68        |
| Турци             | 8     | 0,31         |
| Роми              | 152   | 5,98         |
| Остали            | 4     | 0,16         |
| Неопредељени      | 11    | 0,43         |
| Нису се изјаснили | 138   | 5,43         |

### Насељена места
Општина Мирково има 11 насељених места са укупно 2.337 становника према попису из 2021. године.
| Насељено место | Становништво (2021) | Површина km² |
| -------------- | ------------------- | ------------ |
| Бенковски      | 103                 | 16,014       |
| Буново         | 288                 | 149,711      |
| Илинден        | 3                   | -            |
| Каменица       | 75                  | 137,741      |
| Мирково        | 1.564               | 63,385       |
| УКУПНО         | 2.337               | 207,876      |

## Саобраћај
Кроз општину пролази део железничке пруге Софија – Карлово – Бургас у дужини од 13,4 км.
Такође, кроз територију општине пролазе три републичка пута у укупној дужини од 28,5 км:
- део Републичког пута I-6 (16,3 км);
- део Републички пут III-6004 (7,8 км);
- почетни део Републички пут III-6006 (4,4 км).